# Réserve nationale Lago Jeinimeni
La réserve nationale Lago Jeinimeni est une réserve naturelle située dans la région Aisén del General Carlos Ibáñez del Campo, au sud de la ville de Chile Chico, au Chili. La réserve est nommée d'après le lac Jeinimeni, un lac glaciaire aux eaux laiteuses et turquoise. Une des attractions de la réserve est la Cueva de las Manos (littéralement « Grotte aux mains »), un site archéologique du même nom, la Cueva de las Manos, située en Argentine.